# 凱爾特納 (密蘇里州)
凱爾特納（英語：Keltner）是位於美國密蘇里州克里斯蒂安縣的非建制地區。

## 歷史
凱爾特納的郵局於1905年設立，其後於1973年停運。

## 地理
凱爾特納所處的海拔為高於海平面333米（即1093英呎），而該地所採用的時區為UTC-6，即北美中部時區（CST）。同時該地設有夏令時間，為UTC-6調快一小時，即UTC-5（CDT）。